# Lethrinus erythracanthus
Lethrinus erythracanthus és una espècie de peix pertanyent a la família dels letrínids.

## Descripció
- Pot arribar a fer 70 cm de llargària màxima (normalment, en fa 50).
- 10 espines i 9 radis tous a l'aleta dorsal i 3 espines i 8 radis tous a l'anal.
- El cos és de color marró fosc gris amb petites franges disperses fosques i clares.
- El cap és marró o gris, sovint amb petites taques de color taronja a les galtes dels adults de menor mida.
- Musell rom amb taques de color taronja.
- Els adults presenten les aletes arrodonides i de color taronja brillant.
- Les aletes pectorals i pèlviques són blanques o ataronjades. Aletes dorsal i anal clapejades de taronja i blau. L'aleta caudal acostuma a ésser de color taronja brillant.[5][6][7]

## Alimentació
Menja equinoderms, crustacis, mol·luscs, crinoïdeus, eriçons de mar i asteroïdeus.

## Hàbitat
És un peix marí, associat als esculls i de clima tropical (30°N-23°S) que viu entre 18 i 120 m de fondària.

## Distribució geogràfica
Es troba des de l'Àfrica oriental fins a les illes de la Societat, les Tuamotu, les illes Ryukyu i el nord-est d'Austràlia.

## Observacions
Es comercialitza fresc, tot i que n'hi ha informes d'intoxicacions per ciguatera en alguns països.